# Jativa (arna)
Jativa és un gènere monotípic d'arnes de la família Crambidae. Conté només una espècie, Jativa castanealis, que es troba a Amèrica del Nord, on s'ha registrat a Arizona, Nou Mèxic i Texas.